# 효즈촌
효즈촌(兵主村)은 일본 시가현 야스군에 설치되었던 촌이다. 현재의 야스시의 북서부에 해당한다.